# Art fractal
L'art fractal és aquell que representa gràficament fractals, usualment mitjançant un programari específic de càlcul i visualització. Té el seu origen històric en la repetició de motius de l'art oriental i determinades tècniques barroques, però es va generalitzar al segle XX quan la informàtica va permetre generar els models visuals i matemàtics necessaris. Les imatges corresponen a l'art abstracte i a diverses disciplines, des de pintures i fotografies fins a escultures en tres dimensions. El conjunt de Mandelbrot i el conjunt de Julia es troben entre els motius més repetits pels artistes fractals, però existeix gran varietat de patrons. La teoria del caos influeix en la seva concepció global.
Les obres es poden classificar segons el suport final o segons el tipus de fractal que prenguin com a base, des de les que generen repeticions de figures geomètriques bàsiques, com el Triangle de Sierpiński, fins a figures més complexes com les flames fractals o aquelles que iteren polinomis. S'ha creat fins i tot un paisatge fractal com a simulació. La majoria combinen l'harmonia de la forma amb jocs de colors, per crear un efecte plàstic més expressiu. Alguns dels creadors més reconeguts són Desmond Paul Henry, Hamid Naderi Yeganeh, Scott Draves o Carlos Ginzburg.